# Moheda
Moheda – miejscowość (tätort) w Szwecji, w regionie administracyjnym (län) Kronoberg, w gminie Alvesta.
Według danych Szwedzkiego Urzędu Statystycznego liczba ludności wyniosła: 1880 (31 grudnia 2015), 1930 (31 grudnia 2018) i 1899 (31 grudnia 2019).